# Boulevard Viau
Le boulevard Viau est une voie de Montréal (Québec).

## Situation et accès
Ce large boulevard d'orientation nord-sud de l'est de l'île de Montréal traverse une grande partie de celle-ci. Son nom est en hommage à l'entrepreneur montréalais Charles-Théodore Viau. 
Cette voie est désignée boulevard au nord de la rue Bélanger alors qu'entre la rue Bélanger et la rue Notre-Dame, elle est encore connue sous l'appellation Rue Viau.  

## Origine du nom
Elle porte le nom de Charles-Théodore Viau (1843-1898), un bienfaiteur de la paroisse Saint-Clément, et fondateur (1867) de la Biscuiterie Viau limitée, située, jusqu'en 1907, sur la rue Notre-Dame, à l'ouest de la rue Beaudry.

## Historique
Vers 1890 Charles-Théodore Viau propriétaire des terrains, fait subdiviser trois terres. On appelait alors communément l'ensemble Viauville. En 1922, on désigne officiellement la rue principale de cet axe nord-sud, « rue Viau ». 
La croissance de Montréal allait amener le développement de nouveaux secteurs résidentiels vers le nord. La « rue Viau » se prolongea graduellement vers le nord et devient boulevard à la fin des années 1960 au nord de la rue Bélanger. Le « boulevard Viau » rejoint maintenant la partie nord de l'arrondissement Saint-Léonard.

## Source
- Ville de Montréal, Les Rues de Montréal, Répertoire historique, Montréal, Méridien, 1995.